# Havva İşkan Işık
Havva İşkan Işık, geborene Havva Yılmaz, (* 10. Oktober 1956 in Kütahya) ist eine türkische Klassische Archäologin.

## Leben
Sie studierte von 1974 bis 1979 Klassische Archäologie an der Universität Istanbul und ab 1981 an der Universität Marburg, wo sie 1987 bei Bernard Andreae promoviert wurde. 1980 lernte sie den Archäologen Fahri Işık kennen, den sie 1998 heiratete. Von 1988 bis 1993 lehrte sie als Hilfsdozentin an der Atatürk Üniversitesi in Erzurum, wo Fahri Işık tätig war, ab 1993 als Dozentin an der Akdeniz Üniversitesi in Antalya, wohin Fahri Işık gewechselt war, seit 1999 dort als Professorin.
In Nachfolge von Fahri Işık leitet sie seit 2009 die Ausgrabungen in Patara in Lykien mit dem Ziel, den antiken Leuchtturm von Patara mit den originalen Steinen wiederzuerrichten.
Seit 2001 ist sie korrespondierendes Mitglied des Deutschen Archäologischen Instituts.

## Veröffentlichungen (Auswahl)
- Der Zoilosfries aus Aphrodisias. Typologie, Stil und Eigenart des Frieses und sein Verhältnis zur Ara Pacis. Dissertation Marburg 1987 (publiziert als Microfiche).
- mit Fahri Işik, Nevzat Çevik: Miliarium Lyciae. Patara Yol Kilavuz Aniti. Önrapor / Das Wegweisermonument von Patara. Vorbericht (= Lykia 4, 1998/99). Akdeniz Üniversitesi, Antalya 2001.
- mit Erkan Dündar (Hrsg.): Lukka'dan Likya'ya: Sarpedon ve Aziz Nikolaos'un Ülkesi / From Lukka to Lycia: The Country of Sarpedon and St. Nicholas. Yapı Kredi Yayınları, Istanbul 2016.